# Kletkamp
Kletkamp est une petite commune allemande du Schleswig-Holstein, située dans l'arrondissement de Plön, à dix kilomètres au sud-est de la ville de Lütjenburg. Kletkamp fait partie de l'Amt Lütjenburg qui regroupe 15 communes autour de la ville du même nom.